# Abigail Spanberger
Abigail Davis Spanberger (Red Bank, Nueva Jersey, 7 de agosto de 1979) es una política estadounidense, miembro del Partido Demócrata que se desempeñó como miembro de la Cámara de Representantes de los Estados Unidos, representando al séptimo distrito congresional de Virginia de 2019 a 2025. Actualmente, es la candidata demócrata para gobernadora de Virginia.

## Biografía
Nacida como Abigail Davis en Red Bank, Nueva Jersey, creció cerca de Richmond, Virginia. Hizo su Licenciatura en Artes en la Universidad de Virginia y luego su maestría en administración de empresas en la Universidad de Purdue. Debido a su interés por los idiomas, Spanberger aprendió francés, español, alemán e italiano. Después de completar su formación a principios de la década de 2000, primero trabajó para el Servicio de Inspección Postal de los Estados Unidos, donde se especializó principalmente en la persecución del blanqueo de capitales y el narcotráfico. En 2006 se trasladó a la Agencia Central de Inteligencia (CIA), donde trabajó en el campo de la lucha contra el terrorismo.
En 2014, dejó el servicio público y se incorporó al sector privado. Allí trabajó inicialmente como consultora para varias universidades de Virginia. Más tarde se desempeñó en un órgano asesor del gobernador de Virginia que se ocupaba de la construcción de viviendas. En 2017 apoyó a los demócratas en las votaciones para elegir gobernador y en la legislatura estatal de Virginia.
En las elecciones al Congreso de 2018, Spanberger se postuló para un escaño en la Cámara de Representantes de Estados Unidos. Abigail derrotó al diputado republicano Dave Brat el 6 de noviembre de 2018 con el 50,3 % al 48,4 % de los votos. Brat era considerado una figura central en el movimiento del Tea Party y era conocido en todo el país cuando fue elegido por primera vez en 2014 cuando sorprendentemente venció al líder de la facción republicana en las primarias Eric Cantor. La carrera entre Spanberger y Brat fue una de las más competitivas de todo Estados Unidos y recibió atención nacional. La derrota de Brat, que se debió en gran parte a la pérdida de votos en los suburbios, fue ampliamente vista como una indicación del decreciente apoyo de los republicanos en estas áreas. En su campaña electoral, Spanberger se centró principalmente en el tema del cuidado de la salud (mantener y mejorar el programa Obamacare) y acusó a su competidor de estar demasiado a la derecha ideológicamente. Spanberger asumió el cargo de diputada del séptimo distrito electoral de Virginia en la sesión constituyente del nuevo Congreso el 3 de enero de 2019. En las elecciones a la Cámara de Representantes del 3 de noviembre de 2020, Spannberger fue reelegida con el 50,57 % y el 49,43 % de los votos. Abigail forma parte de la coalición demócrata Blue Dogs.

## Vida personal
Abigail Spanberger está casada y tiene tres hijos con su esposo Adam Spanberger.